# Acronychia suberosa
Acronychia suberosa es una especie de arbusto perteneciente a la familia de las rutáceas. Es originaria de Australia en Nueva Gales del Sur.

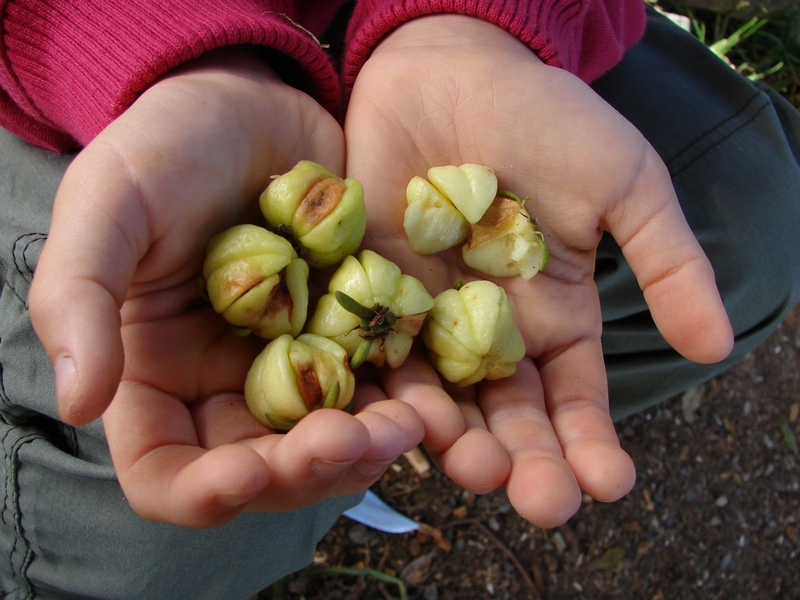
Frutos

## Descripción
Es un árbol pequeño a mediano que alcanza un tamaño de 20 m de alto; con las inflorescencias y ramitas jóvenes glabras a finamente peludas. Las hojas son 3-folioladas, de vez en cuando unas cuantas hojas 1-folioladas, foliolos sésiles, olanceolados o elípticas a elíptico-oblongas, de 3.5-10 cm de largo, 0.9-3 cm de ancho, con el ápice acuminado, la base cuneada, gruesas y coriáceas, glabras, con numerosos y distintos puntos de aceite; pecíolo de 10-45 mm de largo, pecíolos ± minuciosamente peludos. Las inflorescencias con pocas flores, de 1.8-3.5 cm de largo. Sépalos de 3 mm de largo. Pétalos de 8-10 mm de largo, de color crema, glabros, ± persistente en el fruto. El fruto elipsoide a ± globoso, de 10-13 mm de diámetro,  de color amarillo cremoso de color blanquecino.

## Distribución y hábitat
Se encuentra en el norte de la selva templado-cálidas y subtropicales de Dorrigo, especialmente en el Parque nacional Nightcap y la Cadena McPherson en Nueva Gales del Sur y en el estado vecino de Queensland.

## Taxonomía
Acronychia suberosa fue descrita por (F.M.Bailey) C.T.White y publicado en Proceedings of the Royal Society of Queensland 43: 47 en el año 1931 publ. 1932.
Etimología
Acronychia: nombre genérico que deriva de las palabras griegas akros (punta) y ónix (garra), en referencia a los pétalos, que normalmente están conectados adaxialmente en el ápice.
suberosa: epíteto latíno que significa "con las características del corcho"